# Tenatorua
Tenatorua ist ein Ort in der Mitte des langgestreckten Tabiteuea-Atolls in den zum Inselstaat Kiribati gehörenden Gilbertinseln im Pazifischen Ozean mit einer Landfläche von 0,15 km². Er gehört zum Distrikt North Tabiteuea. 2020 hatte der Ort 140 Einwohner.

## Geographie
Tenatorua liegt auf dem gleichnamigen Motu im nordwestlichen Riffsaum des Atolls in einem Gebiet mit zahlreichen unbenannten Motu. Im Ort gibt es ein traditionelles Versammlungshaus (Tenatorua Maneaba). Im Südosten ist der nächste Ort Bangai und im Nordwesten Kabuna. Eine Brücke verbindet Tenatorua mit dem südöstlich benachbarten Motu. Südlich der Insel gibt es zahlreiche Sandbänke in der Lagune.

## Klima
Das Klima ist tropisch heiß, wird jedoch von ständig wehenden Winden gemäßigt. Ebenso wie die anderen Orte des Tabiteuea-Atolls wird Tenatorua gelegentlich von Zyklonen heimgesucht.